# Takurō Matsui
Takurō Matsui (松井 太久郎, Matsui Takurō) (3 décembre 1887 - 10 juin 1969) est un général de l'armée impériale japonaise durant la seconde guerre sino-japonaise.

## Biographie
Né dans la préfecture de Fukuoka, Matsui sort diplômé de la 22e promotion de l'académie de l'armée impériale japonaise en mai 1910. Nommé sous-lieutenant dans le 14e régiment d'infanterie, il achève sa formation dans la 29e promotion de l'école militaire impériale du Japon en novembre 1917. 
Il commande l'armée du district de l'Ouest du 15 juillet 1938 au 9 mars 1940. Il reçoit le commandement de la 5e division le 15 octobre 1940, unité qui combat alors en Chine. Le 8 décembre 1941, sa division débarque sur les plages du sud de la Thaïlande et participe avec succès à l'invasion de la Malaisie puis à la bataille de Singapour. Le 11 mai 1942, il est remplacé à la tête de la division par le général de division Yamamoto Tsutomi.
Le 18 mars 1943, il devient chef d'État-major de l'armée expéditionnaire japonaise de Chine, poste qu'il conserve jusqu'au 1er février 1945 quand il est nommé commandant de la 13e armée jusqu'à la fin de la guerre et est posté près de Shanghai.